# Trošak kapitala
Trošak kapitala je u kontekstu ekonomije i računovodstva trošak poslovanja iznad kojega se poslovanje poduzeća smatra profitabilnim. Iz perspektive investitora, trošak kapitala koristi se pri vrednovanju tvrtke kao minimalni povrat koji se očekuje u zamjenu za uloženi kapital.